# Hialuronidase
A hialuronidase, hialozima ou hialuronoglucosaminidase é uma enzima facilitadora da difusão de líquidos injetáveis, extraída de testículos bovinos. O termo hialuronidase também é utilizado para caracterizar duas enzimas diferentes, que atuam em pontos diversos da molécula de ácido hialurônico, que são a hialuronoglicuronosidase e a hialuronatoliase.
A hialuronidase age despolimerizando reversivelmente o ácido hialurônico, existente no cimento intercelular  ao redor das células do tecido conjuntivo, reduzindo assim temporariamente a viscosidade desse tecido e tornando-o mais permeável à difusão de líquidos.
Devido às suas propriedades, é usada associada a outros princípios ativos como, por exemplo, a Escina, o Triac e o Azuleno, no tratamento coadjuvante da Celulite, e à Heparina, Escina e Digitoxina no tratamento das microvarizes, hematomas, contusões, flebites e tromboflebites superficiais, e outros processos inflamatórios localizados.
Por ser uma enzima difusora, é utilizada no tratamento tópico da fimose e na doença de Peyronie.